# Unai Uribarri
Unai Uribarri Artabe (Mañaria, 28 februari 1984) is een voormalig Spaans wielrenner. 
Uribarri werd prof in 2006 bij Euskaltel - Euskadi waar hij tot 2007 bleef. Vervolgens ging hij naar de opleidingsploeg van Euskaltel - Euskadi, Orbea - Oreka S.D.A. waar hij tevens zijn wielercarrière afsloot. Uribarri was prof van 2006 tot 2008. Zijn beste prestatie was vice-Spaans kampioen tijdrijden bij de beloften in 2005. Sindsdien heeft hij echter geen opmerkelijke resultaten op zijn palmares bij kunnen schrijven.

## Belangrijkste overwinningen
geen

## Resultaten in voornaamste wedstrijden
| Jaar | Gent-Wevelgem |
| ---- | ------------- |
| 2007 | 122e          |